# Trần Băng
Trần Băng (sinh ngày 1 tháng 5 năm 1990), trước đây còn được gọi là "Trần Ky Ky", là một nữ ca sĩ người Trung Quốc, cô từng tốt nghiệp Nhạc viện Tứ Xuyên. Năm 2014, tại mùa thứ ba của The Voice Trung Quốc trên sóng Đài truyền hình Chiết Giang, cô đã xếp thứ 4 trong đội Na Anh, và cuối cùng thất bại trước Trương Bích Thần và giành được vị trí thứ 8 chung cuộc. Có cha là chủ tịch của một tập đoàn lớn tại Trung Quốc nên sự nghiệp của Trần đã thu hút được nhiều sự chú ý từ giới truyền thông và khán giả.

## Tiểu sử
- Sinh năm 1990 tại thành phố Diên Cát, tỉnh Cát Lâm, cha của cô là Trần Gia Tân (陈嘉新), chủ tịch của tập đoàn Hải Nam Ngân Đạt, có hơn 20 chi nhánh tại Trung Quốc.
- Năm 1998, gia đình chuyển đến sống tại thành phố Hải Khẩu, tỉnh Hải Nam.
- Cô ghi danh vào trường Trung học Hải Nam Hoa Kiều năm 2005, sau đó tốt nghiệp tại đây năm 2008[5].

## Sự nghiệp và đời tư
- Năm 2007, Trần tham gia cuộc thi "Star DreamWorks" của Đài truyền hình Hải Nam và vào được top 10 cùng giải "Giọng ca hay nhất".
- Năm 2008, cô trúng tuyển chương trình đại học chuyên ngành âm nhạc đại chúng của Nhạc viện Tứ Xuyên (tốt nghiệp năm 2012).
- Năm 2011, Trần tham gia cuộc thi "Hoa nở rộ" của Đài truyền hình Thanh Hải và giành được vị trí thứ 5 của nhóm Thành Đô và lọt top 10 tại khu vực phía Tây; ngay sau đó đĩa đơn "Đừng sợ yêu" được phát hành.
- Năm 2012, Trần từ bỏ công việc ca hát và thừa kế công việc kinh doanh của cha mình. Vào tháng 10 cùng năm, cô kết hôn với Phó Thụy Đình (付瑞亭)[6][7].
- Năm 2013, Trần tham gia cuộc thi "Các ca sĩ trẻ truyền hình toàn quốc" của Đài truyền hình Trung ương và giành giải nhất trong nhóm nổi tiếng của khu vực Hải Nam, và sau đó đại diện cho tỉnh này trong cuộc thi chung kết quốc gia[8].
- Năm 2014, tại mùa thứ ba của The Voice Trung Quốc[9] trên sóng Đài truyền hình Chiết Giang, Trần đã xếp thứ 4 trong đội Na Anh[2], và cuối cùng thất bại trước Trương Bích Thần và giành được vị trí thứ 8 chung cuộc. Sau cuộc thi cô đã ly hôn với chồng và dần trở nên nổi tiếng[10].
- Tham gia chương trình "Bước nhảy hoàn vũ" vào năm 2015 với tư cách khách mời và giành ngôi vị á quân, với bạn nhảy là vũ công Tôn Thư Bác (孙书博).
- Cùng năm đó Trần tham gia chuyến lưu diễn "The Voice of China, Taiwan Campus Tour" tại Đài Loan.
- Tham gia chương trình "Ca sĩ giấu mặt" vào năm 2016.

## Web drama
- "Thực tập sinh pháp y" năm 2017 trong vai Cát Tuyết.

## Các bài hát
Phát hành đĩa đơn
| Thời điểm phát hành  | Tiêu đề (tạm dịch)           | Tiêu đề gốc  | Miêu tả                                                                       |
| -------------------- | ---------------------------- | ------------ | ----------------------------------------------------------------------------- |
| 1 tháng 8 năm 2011   | "Đừng sợ yêu"                | 爱情不要害怕 | Tổng hợp các bài hát hàng đầu trong chương trình "Hoa nở rộ" khu vực Thành Đô |
| 31 tháng 10 năm 2014 | "Trận đánh"                  | 战斗吧       | Bài hát chủ đề của trò chơi trực tuyến "Tân Tầm Tiên"                         |
| 6 tháng 3 năm 2015   | "Khiêu vũ cùng các ngôi sao" | 与星共舞     | Bài hát chủ đề của chương trình "Bước nhảy hoàn vũ" trên Dragon TV            |

## Quảng cáo
- Người đại diện của Home Entertainment TV (cùng với Trương Bích Thần và Dư Phong) vào ngày 21 tháng 10 năm 2014.
- Người đại diện của Mạng lưới Quảng Sào Phát Ngâm vào ngày 27 tháng 4 năm 2015[11].

## Chương trình truyền hình
Trần đã tham gia các chương trình và cuộc thi:
- "Hoa nở rộ" (Đài truyền hình Thanh Hải) năm 2011
- "Happy Girls" (Đài truyền hình Hồ Nam)
- "The Voice" (Đài truyền hình Chiết Giang)
- "Siêu phỏng vấn" (Đài truyền hình Trùng Khánh)
- "Đường đến những vì sao" (Đài truyền hình Quảng Đông)
- "Bước nhảy hoàn vũ" (Dragon TV)
- "Ca sĩ giấu mặt" (Đài truyền hình Giang Tô)